# Miró I d'Urgell
Miró I d'Urgell fou vescomte d'Urgell (953-977).
És el primer vescomte d'Urgell que apareix documentat. Sol·licità al bisbe d'Urgell la consagració de l'església de Santa Maria de Solsona, el 977.
Mor abans del 984: aquest any un monjo anomenat Oliba, fa donació d'una vinya a Sant Pere de Solsona pel bé de la pròpia ànima i de la dels vescomte Miró.
Es casà amb Riquilda de la que nasqué el seu successor Guillem I d'Urgell.